# Maggi Hambling
Maggi Hambling CBE (Sudbury, Suffolk, 23 de outubro de 1945) é uma pintora e escultora britânica contemporânea. Ela é conhecida por várias obras públicas, como A Conversation with Oscar Wilde (1998), no centro de Londres, e Scallop (2003), uma escultura de aço de quatro metros de altura, em Aldeburgh, dedicada a Benjamin Britten. Ambas as obras causaram um alto nível de controvérsia.